# Galatasaray Istanbul/Saison 2008/09
Die Saison 2008/09 von Galatasaray Istanbul war die 101. Saison in der Vereinsgeschichte und die 51. Saison in der türkischen Liga, der Süper Lig. Der Klub beendete die Saison auf dem 5. Platz. Die Türkiye Kupası endete für Galatasaray Istanbul im Viertelfinale. Im UEFA-Pokal schieden die Gelb-Roten im Achtelfinale aus.

## Personalien

### Kader
| Nr.        | Nat.                                    | Name              | Geburtsdatum  | im Verein seit | vorheriger Verein     |
| Torhüter   | Torhüter                                | Torhüter          | Torhüter      | Torhüter       | Torhüter              |
| ---------- | --------------------------------------- | ----------------- | ------------- | -------------- | --------------------- |
| 01         | Turkei Deutschland                      | Aykut Erçetin     | 14. Sep. 1982 | 2002           | eigene Jugend         |
| 26         | Italien                                 | Morgan De Sanctis | 26. März 1977 | 2008           | FC Sevilla            |
| 54         | Turkei                                  | Orkun Uşak        | 5. Nov. 1980  | 2007           | Kayseri Erciyesspor   |
| Abwehr     |                                         |                   |               |                |                       |
| 02         | Turkei                                  | Emre Güngör       | 1. Aug. 1984  | 2008           | MKE Ankaragücü        |
| 03         | Turkei                                  | Uğur Uçar         | 5. Apr. 1987  | 2003           | eigene Jugend         |
| 21         | Turkei                                  | Emre Aşık         | 13. Dez. 1973 | 2006           | Beşiktaş Istanbul     |
| 22         | Turkei Deutschland                      | Hakan Balta       | 23. März 1983 | 2007           | Vestel Manisaspor     |
| 23         | Turkei                                  | Serkan Kurtuluş   | 1. Jan. 1990  | 2008           | Bursaspor             |
| 28         | Turkei                                  | Semih Kaya        | 24. Feb. 1991 | 2009           | eigene Jugend         |
| 55         | Turkei                                  | Sabri Sarıoğlu    | 26. Juli 1984 | 2001           | eigene Jugend         |
| 60         | Turkei Deutschland                      | Alparslan Erdem   | 11. Dez. 1988 | 2008           | Werder Bremen (II)    |
| 74         | Turkei Deutschland                      | Volkan Yaman      | 27. Aug. 1982 | 2007           | Antalyaspor           |
| 76         | Turkei                                  | Servet Çetin      | 17. März 1981 | 2007           | Sivasspor             |
| 80         | Turkei Deutschland                      | Murat Akça        | 13. Juli 1990 | 2008           | eigene Jugend         |
| Mittelfeld |                                         |                   |               |                |                       |
| 06         | Schweden                                | Tobias Linderoth  | 21. Apr. 1979 | 2007           | FC Kopenhagen         |
| 07         | Turkei                                  | Aydın Yılmaz      | 29. Jan. 1988 | 2004           | eigene Jugend         |
| 08         | Deutschland Turkei                      | Barış Özbek       | 14. Sep. 1986 | 2007           | Rot-Weiss Essen       |
| 10         | Brasilien                               | Lincoln           | 22. Jan. 1979 | 2007           | FC Schalke 04         |
| 11         | Turkei                                  | Hasan Şaş         | 1. Aug. 1976  | 1998           | MKE Ankaragücü        |
| 14         | Turkei                                  | Mehmet Topal      | 3. März 1986  | 2006           | Dardanelspor          |
| 18         | Turkei                                  | Ayhan Akman       | 23. Feb. 1977 | 2001           | Beşiktaş Istanbul     |
| 35         | Niederlande Turkei                      | Ferdi Elmas       | 13. Feb. 1985 | 2008           | Çaykur Rizespor       |
| 87         | Turkei                                  | Mehmet Güven      | 30. Juli 1987 | 2006           | eigene Jugend         |
| Angriff    |                                         |                   |               |                |                       |
| 15         | Tschechien                              | Milan Baroš       | 22. Sep. 1978 | 2008           | Olympique Lyon        |
| 17         | Turkei                                  | Yaser Yıldız      | 1. Juni 1988  | 2008           | Kartalspor            |
| 19         | Australien England                      | Harry Kewell      | 22. Sep. 1978 | 2008           | FC Liverpool          |
| 20         | Kongo Demokratische Republik Frankreich | Shabani Nonda     | 6. März 1977  | 2007           | AS Rom                |
| 61         | Turkei Deutschland                      | Serkan Çalık      | 15. März 1986 | 2007           | Rot-Weiss Essen       |
| 66         | Turkei                                  | Arda Turan        | 30. Jan. 1987 | 2005           | eigene Jugend         |
| 99         | Turkei Deutschland                      | Ümit Karan        | 1. Okt. 1976  | 2001           | Gençlerbirliği Ankara |

#### Transfers
| Zugänge | Abgänge |
| --- | --- |
| Sommer 2008 - Murat Akça (eigene Jugend) - Emre Aşık (Ankaraspor) w.a. - Milan Baroš (Olympique Lyon) - Morgan De Sanctis (FC Sevilla) a. - Ferdi Elmas (Çaykur Rizespor) - Alparslan Erdem (Werder Bremen (II)) - Harry Kewell (FC Liverpool) - Serkan Kurtuluş (Bursaspor) - Fernando Meira (VfB Stuttgart) - Yaser Yıldız (Kartalspor) - Aydın Yılmaz (Istanbul BB) w.a. Winter 2008/09 - Semih Kaya (eigene Jugend) | Sommer 2008 - Orhan Ak (Antalyaspor) - Uğur Akdemir (Çaykur Rizespor) - Cafercan Aksu (Gaziantep BB) a. - Necati Ateş (Real Sociedad San Sebastián) a. - Ahmed Barusso (AS Rom) w.a. - Ismaël Bouzid (ES Troyes AC) - Okan Buruk (Istanbul BB) - Marcelo Carrusca (CD Cruz Azul) a. - Uğur Demirok (Beylerbeyi SK) a. - Erkan Ferin (Beylerbeyi SK) a. - Fırat Kocaoğlu (Beylerbeyi SK) a. - Özgürcan Özcan (Sakaryaspor) a. - Oğuz Sabankay (Eskişehirspor) a. - Rigobert Song (Trabzonspor) - Hakan Şükür (Karriere beendet) Winter 2008/09 - Erkan Ferin (İstanbulspor) a. - Fernando Meira (Zenit St. Petersburg) - Oğuz Sabankay (Istanbul BB) a. - Zafer Şakar (Beylerbeyi SK) a. |

## Spielkleidung
| Heim | Auswärts | Ausweich | Ausweich |

- Ausrüster: Adidas
- Trikotsponsor: Avea
- Ärmelsponsor: Ülker

## Saison
Alle Ergebnisse aus Sicht von Galatasaray Istanbul.
Die Tabelle listet alle Süper-Lig-Spiele des Vereins der Saison 2008/09 auf. Siege sind grün, Unentschieden gelb und Niederlagen rot markiert.

### Süper Lig

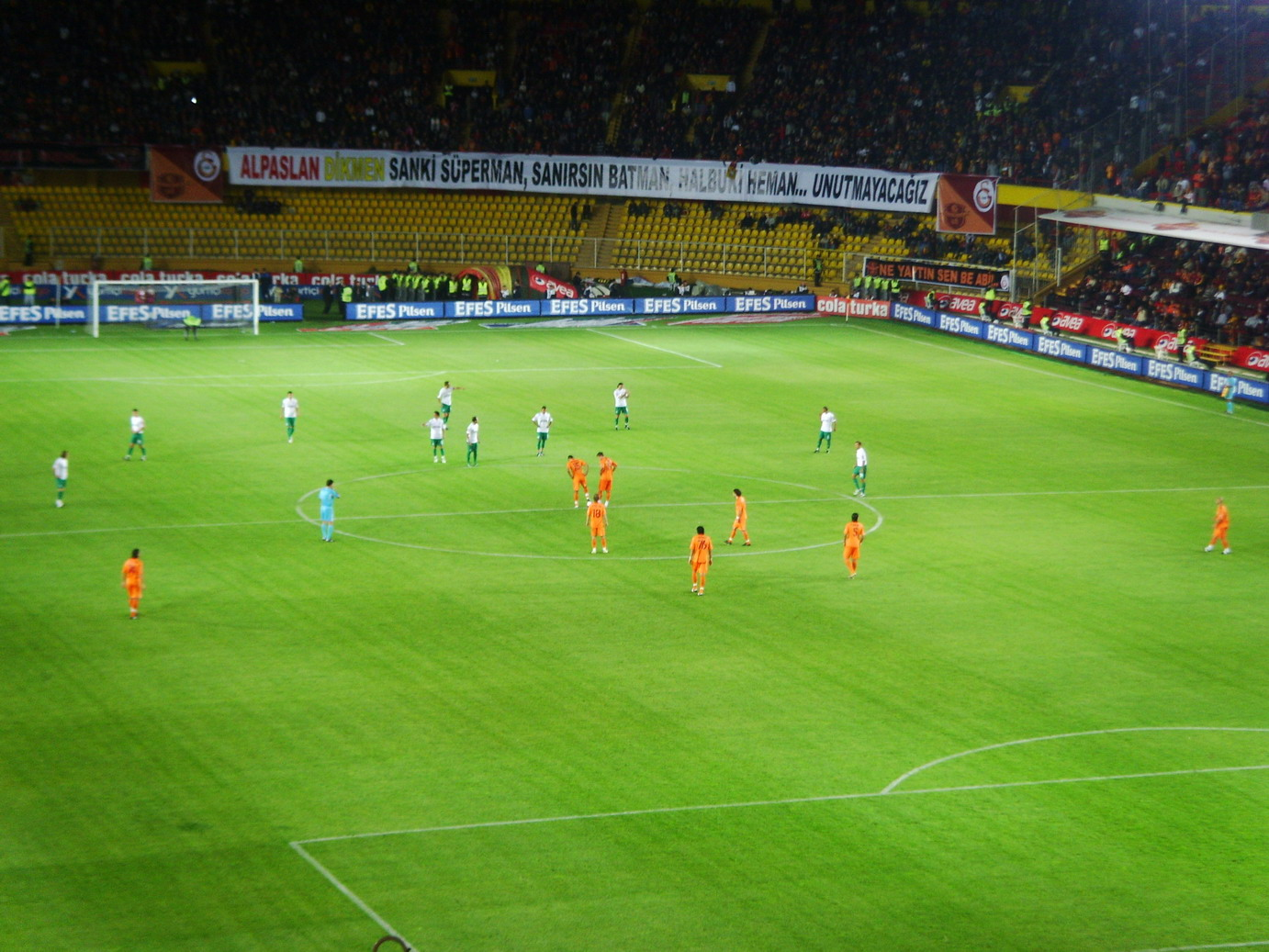
Galatasaray gegen Konyaspor (21. September 2008).

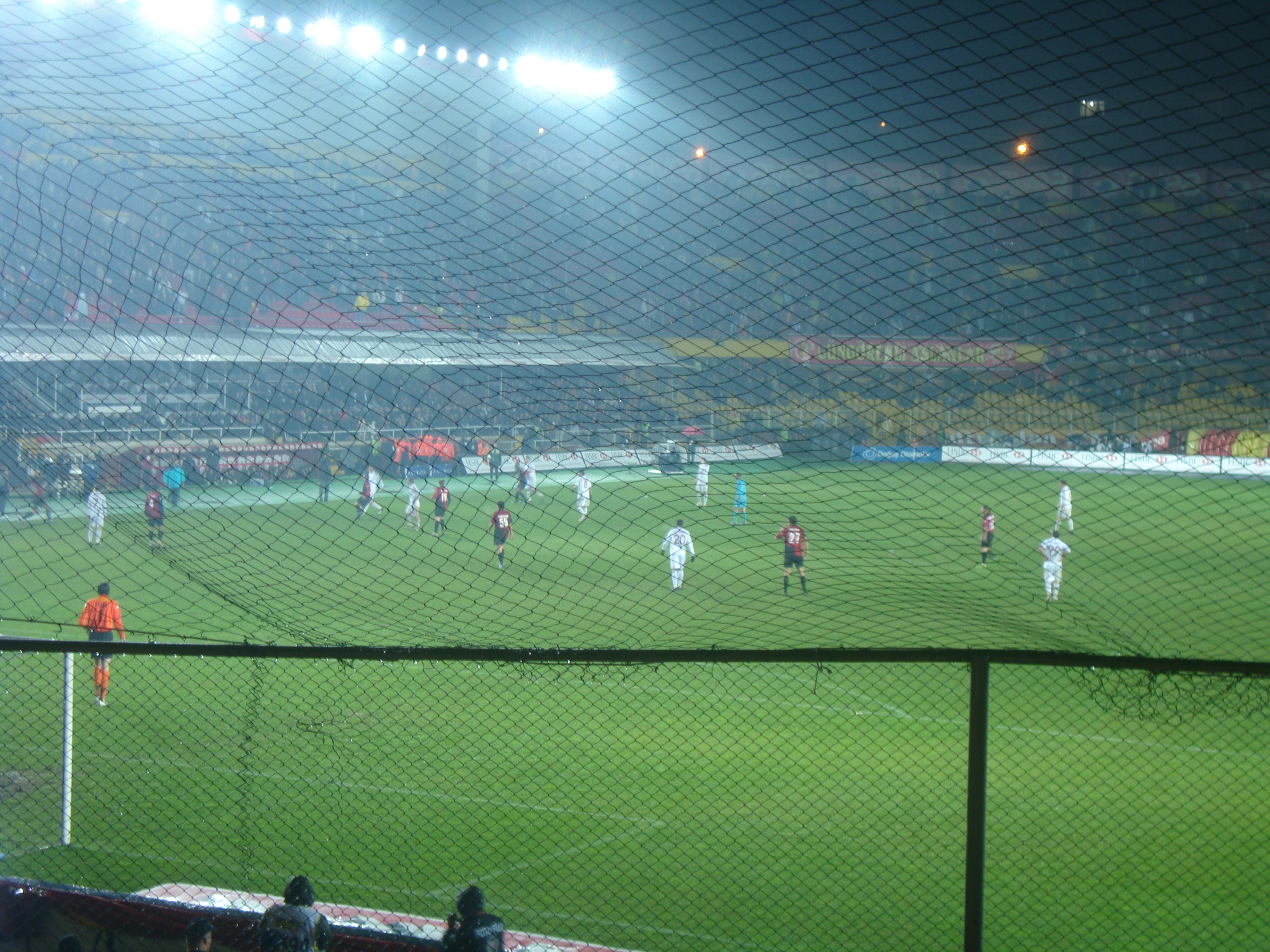
Galatasaray gegen Eskişehirspor (22. März 2009).

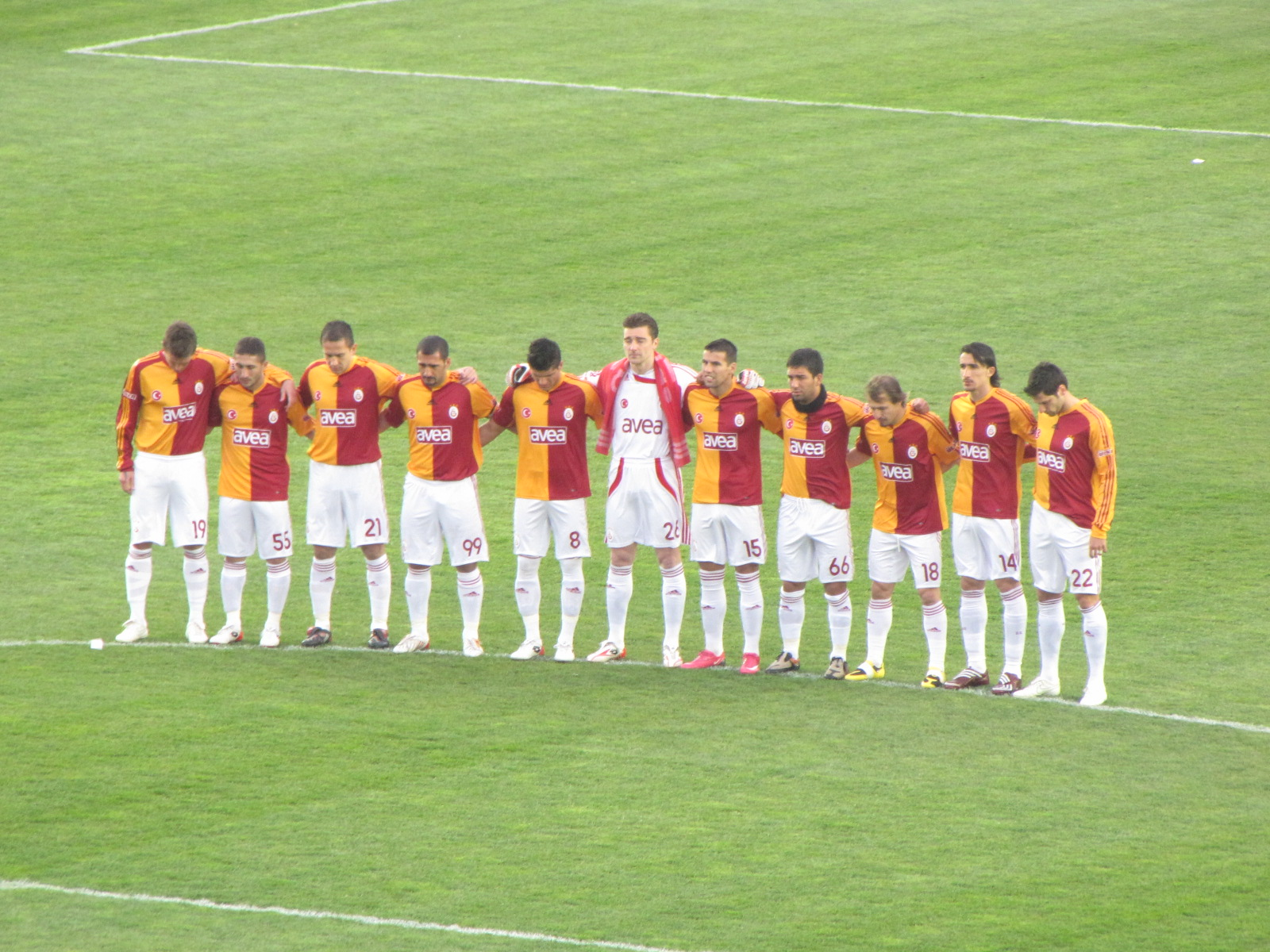
Die Mannschaft vor der Partie gegen Fenerbahçe (von links nach rechts): Harry Kewell, Sabri Sarıoğlu, Emre Aşık, Ümit Karan, Barış Özbek, Morgan De Sanctis, Milan Baroš, Arda Turan, Ayhan Akman, Mehmet Topal, Hakan Balta

| ST | Datum              | Gegner                | Ort                              | Ergebnis  | Tor(e) für Galatasaray Istanbul                                                             | Karte(n) für Galatasaray Istanbul                                                                        |
| -- | ------------------ | --------------------- | -------------------------------- | --------- | ------------------------------------------------------------------------------------------- | --- |
| 01 | 23. August 2008    | Denizlispor           | Ali Sami Yen Stadyumu, Istanbul  | 4:1 (1:1) | 1:0 Kewell (36.), 2:1 Balta (75.), 3:1 Özbek (84.), 4:1 Lincoln (90.+4')                    | keine |
| 02 | 31. August 2008    | Kayserispor           | Atatürk Stadı, Kayseri           | 0:0       | keine                                                                                       | Akman (29.)                                                                                              |
| 03 | 13. September 2008 | Antalyaspor           | Ali Sami Yen Stadyumu, Istanbul  | 1:1 (1:1) | 1:0 Nonda (11.)                                                                             | Nonda (11.), Kewell (31.), Yılmaz (58.), Akman (68.), Lincoln (90.)                                      |
| 04 | 21. September 2008 | Kocaelispor           | İsmetpaşa Stadyumu, İzmit        | 4:1 (1:1) | 1:1 Baroš (31.), 2:1 Nonda (57.), 3:1 Baroš (80.), 4:1 Kewell (82.)                         | keine |
| 05 | 28. September 2008 | Konyaspor             | Ali Sami Yen Stadyumu, Istanbul  | 4:1 (1:1) | 1:0 Baroš (8.), 2:1 Lincoln (51.), 3:1 Baroš (61.), 4:1 Kewell (66.)                        | Meira (72.)                                                                                              |
| 06 | 5. Oktober 2008    | Bursaspor             | Atatürk Stadı, Bursa             | 1:2 (0:1) | 1:2 Turan (56.)                                                                             | Sarıoğlu (60.), Baroš (76.)                                                                              |
| 07 | 19. Oktober 2008   | Trabzonspor           | Ali Sami Yen Stadyumu, Istanbul  | 3:0 (2:0) | 1:0 Turan (26.), 2:0 Çetin (32.), 3:0 Lincoln (60.)                                         | Lincoln (17.), Çetin (53.), Lincoln (62.)                                                                |
| 08 | 26. Oktober 2008   | Eskişehirspor         | Atatürk Stadı, Eskişehir         | 2:4 (1:1) | 1:1 Akman (35.), 2:1 Baroš (51.)                                                            | Aşık (69.), Çetin (69.), Karan (69.), Meira (69.), Akman (78.), Baroš (83.), Turan (86.), Akman (90.+8') |
| 09 | 2. November 2008   | Gaziantepspor         | Ali Sami Yen Stadyumu, Istanbul  | 3:1 (2:1) | 1:0 Kewell (10.), 2:0 Lincoln (11.), 3:1 Turan (82.)                                        | keine |
| 10 | 9. November 2008   | Fenerbahçe Istanbul   | Şükrü Saracoğlu Stadı, Istanbul  | 1:4 (1:2) | 1:0 Lincoln (2.)                                                                            | Lincoln (21.), Çetin (38.), Baroš (45.), Akman (62.), Nonda (67.), Turan (90.+2'), Sarıoğlu (90.+5')     |
| 11 | 16. November 2008  | Istanbul BB           | Ali Sami Yen Stadyumu, Istanbul  | 2:0 (1:0) | 1:0 Kewell (39.), 2:0 Lincoln (83.)                                                         | Baroš (35.), Yılmaz (70.)                                                                                |
| 12 | 22. November 2008  | Ankaraspor            | Osmanlı Stadı, Ankara            | 0:0       | keine                                                                                       | Aşık (25.)                                                                                               |
| 13 | 30. November 2008  | Hacettepe SK          | Ali Sami Yen Stadyumu, Istanbul  | 3:1 (1:1) | 1:1 Baroš (45.), 2:1 Baroš (58. Handelfmeter), 3:1 Baroš (72.)                              | Meira (45.), Karan (81.)                                                                                 |
| 14 | 7. Dezember 2008   | MKE Ankaragücü        | 19 Mayıs Stadı, Ankara           | 3:0 (0:0) | 1:0 Baroš (61.), 2:0 Kewell (62.), 3:0 Baroš (65.)                                          | Akman (4.)                                                                                               |
| 15 | 12. Dezember 2008  | Gençlerbirliği Ankara | 19 Mayıs Stadı, Ankara           | 3:1 (3:1) | 1:1 Lincoln (27.), 2:1 Baroš (39.), 3:1 Turan (42.)                                         | Baroš (75.)                                                                                              |
| 16 | 21. Dezember 2008  | Beşiktaş Istanbul     | Ali Sami Yen Stadyumu, Istanbul  | 4:2 (2:1) | 1:0 Çetin (8.), 2:1 Baroš (13. Foulelfmeter), 3:1 Baroš (53.), 4:2 Baroš (67. Foulelfmeter) | Meira (80.), Akman (89.)                                                                                 |
| 17 | 24. Januar 2009    | Sivasspor             | 4 Eylül Stadı, Sivas             | 0:2 (0:0) | keine                                                                                       | Karan (45.) Yıldız (79.), Sarıoğlu (83.), Aşık (83.)                                                     |
| 18 | 31. Januar 2009    | Denizlispor           | Atatürk Stadı, Denizli           | 2:0 (1:0) | 1:0 Baroš (8.), 2:0 Nonda (72.)                                                             | Akman (31.), Turan (52.), Topal (90.+3'), Akman (81.)                                                    |
| 19 | 7. Februar 2009    | Kayserispor           | Ali Sami Yen Stadyumu, Istanbul  | 1:1 (1:0) | 1:0 Nonda (27.)                                                                             | Lincoln (23.), Baroš (34.), Aşık (62.), De Sanctis (82.), Özbek (90.+2'), Lincoln (29.)                  |
| 20 | 14. Februar 2009   | Antalyaspor           | Atatürk Stadı, Antalya           | 0:1 (0:0) | keine                                                                                       | Baroš (16.), Nonda (39.), Meira (90.+1')                                                                 |
| 21 | 22. Februar 2009   | Kocaelispor           | Ali Sami Yen Stadyumu, Istanbul  | 2:5 (1:2) | 1:0 Topal (15.), 2:3 Lincoln (73.)                                                          | keine |
| 22 | 1. März 2009       | Konyaspor             | Atatürk Stadyumu, Konya          | 1:0 (1:0) | 1:0 Turan (11.)                                                                             | Sarıoğlu (74.), Meira (76.)                                                                              |
| 23 | 6. März 2009       | Bursaspor             | Ali Sami Yen Stadyumu, Istanbul  | 2:1 (2:0) | 1:0 Baroš (10.), 2:0 Yılmaz (31.)                                                           | keine |
| 24 | 15. März 2009      | Trabzonspor           | Hüseyin Avni Aker Stadı, Trabzon | 2:2 (1:1) | 1:1 Baroš (89.), 2:1 Turan (66.)                                                            | Baroš (58.), Özbek (88.), Yıldız (82.)                                                                   |
| 25 | 22. März 2009      | Eskişehirspor         | Ali Sami Yen Stadyumu, Istanbul  | 0:1 (0:0) | keine                                                                                       | Aşık (50.)                                                                                               |
| 26 | 6. April 2009      | Gaziantepspor         | Kâmil Ocak Stadı, Gaziantep      | 1:0 (1:0) | 1:0 Baroš (10.)                                                                             | Aşık (30.), Baroš (67.)                                                                                  |
| 27 | 12. April 2009     | Fenerbahçe Istanbul   | Ali Sami Yen Stadyumu, Istanbul  | 0:0       | keine                                                                                       | Sarıoğlu (74.), Aşık (90.+8'), Turan (90.+8')                                                            |
| 28 | 19. April 2009     | Istanbul BB           | Atatürk-Olympiastadion, Istanbul | 1:0 (0:0) | 1:0 Baroš (66.)                                                                             | keine |
| 29 | 26. April 2009     | Ankaraspor            | Ali Sami Yen Stadyumu, Istanbul  | 1:1 (1:0) | 1:0 Özbek (24.)                                                                             | keine |
| 30 | 1. Mai 2009        | Hacettepe SK          | 19 Mayıs Stadı, Ankara           | 0:2 (0:0) | keine                                                                                       | Balta (89.)                                                                                              |
| 31 | 9. Mai 2009        | MKE Ankaragücü        | Ali Sami Yen Stadyumu, Istanbul  | 1:0 (1:0) | 1:0 Baroš (13. Foulelfmeter)                                                                | Baroš (4.), Lincoln (18.), Aşık (33.)                                                                    |
| 32 | 17. Mai 2009       | Gençlerbirliği Ankara | Ali Sami Yen Stadyumu, Istanbul  | 2:1 (0:0) | 1:0 Kewell (63.), 2:0 Özbek (67.)                                                           | Kurtuluş (54.)                                                                                           |
| 33 | 24. Mai 2009       | Beşiktaş Istanbul     | İnönü Stadı, Istanbul            | 1:2 (0:1) | 1:1 Kewell (49.)                                                                            | Aşık (24.), Sarıoğlu (45.)                                                                               |
| 34 | 30. Mai 2009       | Sivasspor             | Ali Sami Yen Stadyumu, Istanbul  | 2:1 (1:0) | 1:0 Turan (12.), 2:1 Nonda (82.)                                                            | Topal (43.), Baroš (69.), Kewell (73.), Turan (82.)                                                      |

### Türkiye Kupası
| Runde                   | Datum             | Gegner      | Ort                             | Ergebnis                        | Tor(e) für Galatasaray Istanbul                                                   | Karte(n) für Galatasaray Istanbul                  |
| ----------------------- | ----------------- | ----------- | ------------------------------- | ------------------------------- | --------------------------------------------------------------------------------- | -------------------------------------------------- |
| Gruppenphase            | 30. Oktober 2008  | Ankaraspor  | Osmanlı Stadı, Ankara           | 1:1 (1:1)                       | 1:0 Karan (8.)                                                                    | Çetin (55.)                                        |
| Gruppenphase            | 13. November 2008 | Kayserispor | Ali Sami Yen Stadyumu, Istanbul | 1:0 (0:0)                       | 1:0 Yılmaz (89.)                                                                  | Baroš (63.)                                        |
| Gruppenphase            | 15. Januar 2009   | Altay Izmir | Atatürk Stadı, Izmir            | 2:1 (0:1)                       | 1:1 Yıldız (86.), 2:1 Baroš (89.)                                                 | Akman (51.)                                        |
| Gruppenphase            | 17. Januar 2009   | Malatyaspor | Ali Sami Yen Stadyumu, Istanbul | 4:2 (2:0)                       | 1:0 Yılmaz (18.), 2:0 Karan (45.), 3:1 Turan (71.), 4:1 Yıldız (86. Foulelfmeter) | Güngör (47.), Güngör (57.)                         |
| Viertelfinale-Hinspiel  | 27. Januar 2009   | Sivasspor   | Ali Sami Yen Stadyumu, Istanbul | 1:1 (0:0)                       | 1:0 Akman (90.+2')                                                                | Turan (42.), Sarıoğlu (73.), Aşık (90.+3')         |
| Viertelfinale-Rückspiel | 3. Februar 2009   | Sivasspor   | 4 Eylül Stadı, Istanbul         | 1:1 n. V. (1:1, 1:1), 1:3 i. E. | 1:0 Turan (9.)                                                                    | Balta (35.), Güngör (51.), Aşık (73.), Özbek (83.) |

### UEFA Champions League

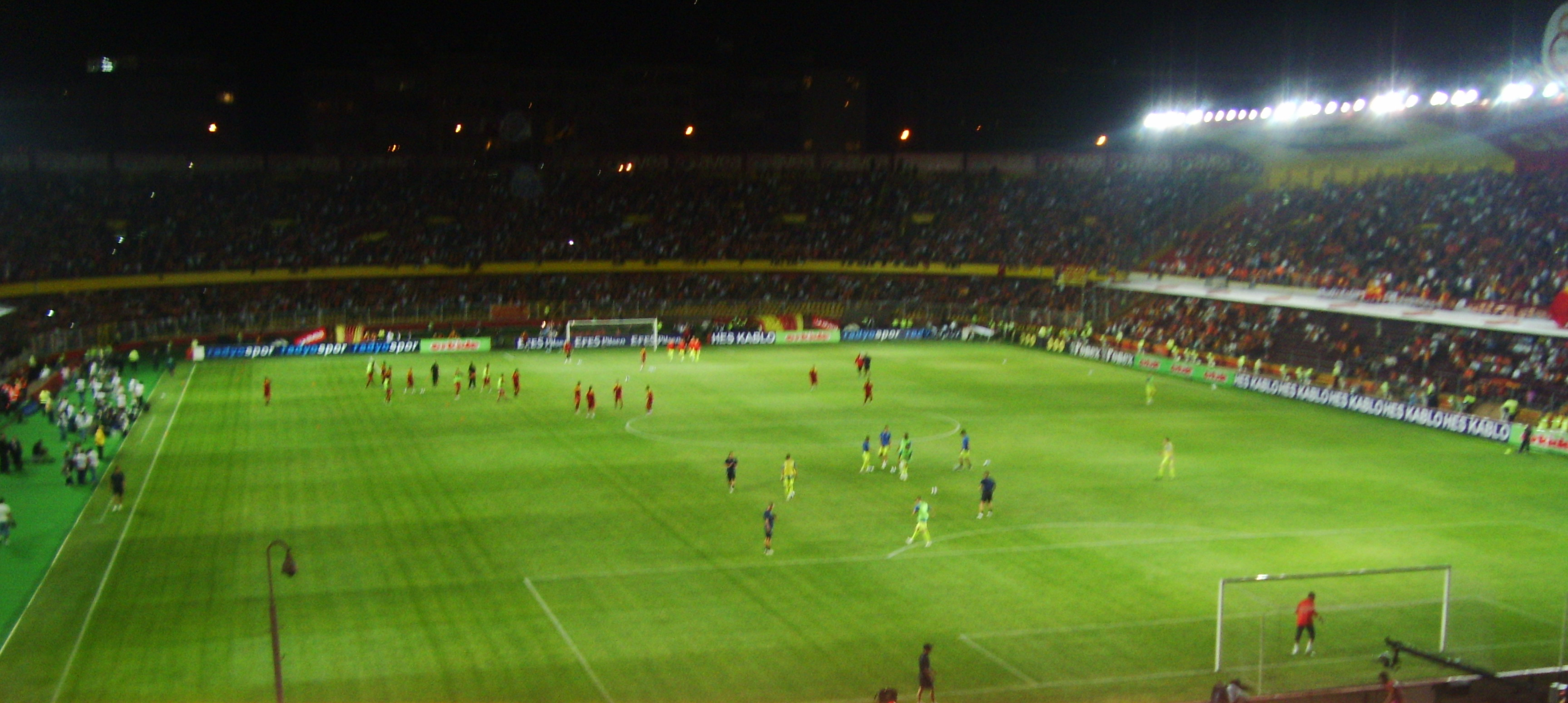
Galatasaray und Steaua Bukarest beim Aufwärmen im Ali Sami Yen Stadyumu.

| Runde                            | Datum           | Gegner          | Ort                             | Ergebnis  | Tor(e) für Galatasaray Istanbul  | Karte(n) für Galatasaray Istanbul   |
| -------------------------------- | --------------- | --------------- | ------------------------------- | --------- | -------------------------------- | ----------------------------------- |
| 3. Qualifikationsrunde-Hinspiel  | 13. August 2008 | Steaua Bukarest | Ali Sami Yen Stadyumu, Istanbul | 2:2 (1:2) | 1:2 Nonda (19.), 2:2 Nonda (47.) | Şaş (43.)                           |
| 3. Qualifikationsrunde-Rückspiel | 27. August 2008 | Steaua Bukarest | Ghencea-Stadion, Bukarest       | 0:1 (0:0) | keine                            | Turan (16.), Şaş (75.), Karan (83.) |

### UEFA-Pokal

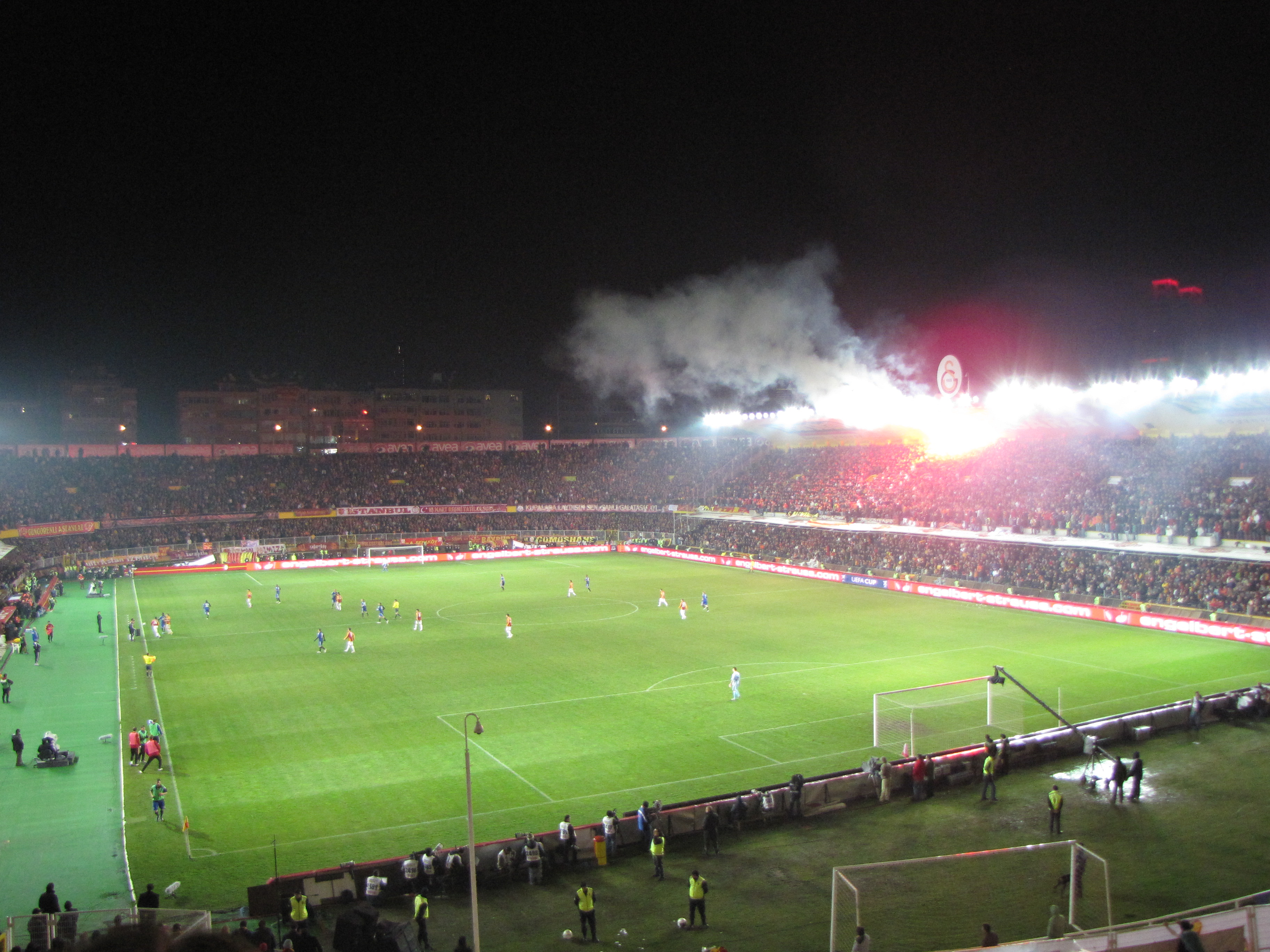
Galatasaray gegen den Hamburger SV (19. März 2009).

| Runde                       | Datum              | Gegner             | Ort                             | Ergebnis  | Tor(e) für Galatasaray Istanbul                                          | Karte(n) für Galatasaray Istanbul                           |
| --------------------------- | ------------------ | ------------------ | ------------------------------- | --------- | ------------------------------------------------------------------------ | ----------------------------------------------------------- |
| 1. Runde-Hinspiel           | 18. September 2008 | AC Bellinzona      | St. Jakob-Park, Basel           | 4:3 (1:1) | 1:1 Kewell (39.), 2:2 Baroš (51.), 3:2 Baroš (80.), 4:3 Lincoln (90.+4') | Kewell (42.), Meira (57.)                                   |
| 1. Runde-Rückspiel          | 2. Oktober 2008    | AC Bellinzona      | Ali Sami Yen Stadyumu, Istanbul | 2:1 (1:0) | 1:0 Baroš (24. Foulelfmeter), 2:1 Yıldız (85.)                           | Kurtuluş (32.)                                              |
| Gruppenphase                | 23. Oktober 2008   | Olympiakos Piräus  | Ali Sami Yen Stadyumu, Istanbul | 1:0 (1:0) | 1:0 Kewell (25.)                                                         | Lincoln (15.), Aşık (59.), Akman (70.), De Sanctis (90.+4') |
| Gruppenphase                | 6. November 2008   | Benfica Lissabon   | Estádio da Luz, Lissabon        | 2:0 (0:0) | 1:0 Aşık (52.), 2:0 Karan (69.)                                          | Çetin (11.), Akman (14.)                                    |
| Gruppenphase                | 27. November 2008  | Metalist Charkiw   | Ali Sami Yen Stadyumu, Istanbul | 0:1 (0:0) | keine                                                                    | Akman (19.), Baroš (56.)                                    |
| Gruppenphase                | 3. Dezember 2008   | Hertha BSC         | Olympiastadion Berlin           | 1:0 (0:0) | 1:0 Baroš (69. Handelfmeter)                                             | Lincoln (41.), Nonda (89.), Meira (90.+4')                  |
| Sechzehntelfinale-Hinspiel  | 18. Februar 2009   | Girondins Bordeaux | Stade Chaban-Delmas, Bordeaux   | 0:0       | keine                                                                    | Baroš (25.), Aşık (58.)                                     |
| Sechzehntelfinale-Rückspiel | 26. Februar 2009   | Girondins Bordeaux | Ali Sami Yen Stadyumu, Istanbul | 4:3 (2:1) | 1:1 Turan (42.), 2:1 Kewell (45.) 3:1 Turan (65.) 4:3 Sarıoğlu (90.)     | Topal (17.) Baroš (38.), Özbek (79.)                        |
| Achtelfinale-Hinspiel       | 12. März 2009      | Hamburger SV       | Volksparkstadion, Hamburg       | 1:1 (1:0) | 1:0 Akman (32.)                                                          | Özbek (28.), Yaman (61.), Turan (64.), Aşık (53.)           |
| Achtelfinale-Rückspiel      | 19. März 2009      | Hamburger SV       | Ali Sami Yen Stadyumu, Istanbul | 2:3 (1:0) | 1:0 Kewell (42. Foulelfmeter), 2:0 Baroš (48.)                           | Kewell (90.+1'), Akman (90.+4')                             |

### Süper Kupa

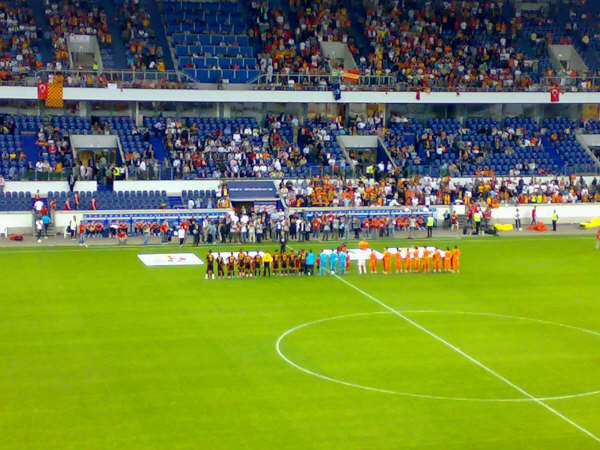
Galatasaray (in orange) und Kayserispor.

| Datum           | Gegner      | Ort                 | Ergebnis  | Tor(e) für Galatasaray Istanbul   | Karte(n) für Galatasaray Istanbul |
| --------------- | ----------- | ------------------- | --------- | --------------------------------- | --------------------------------- |
| 17. August 2008 | Kayserispor | MSV-Arena, Duisburg | 2:1 (0:0) | 1:0 Kewell (66.), 2:0 Nonda (73.) | Lincoln (66.), Nonda (89.)        |

### Freundschaftsspiele
Diese Tabelle führt die ausgetragenen Freundschaftsspiele auf.

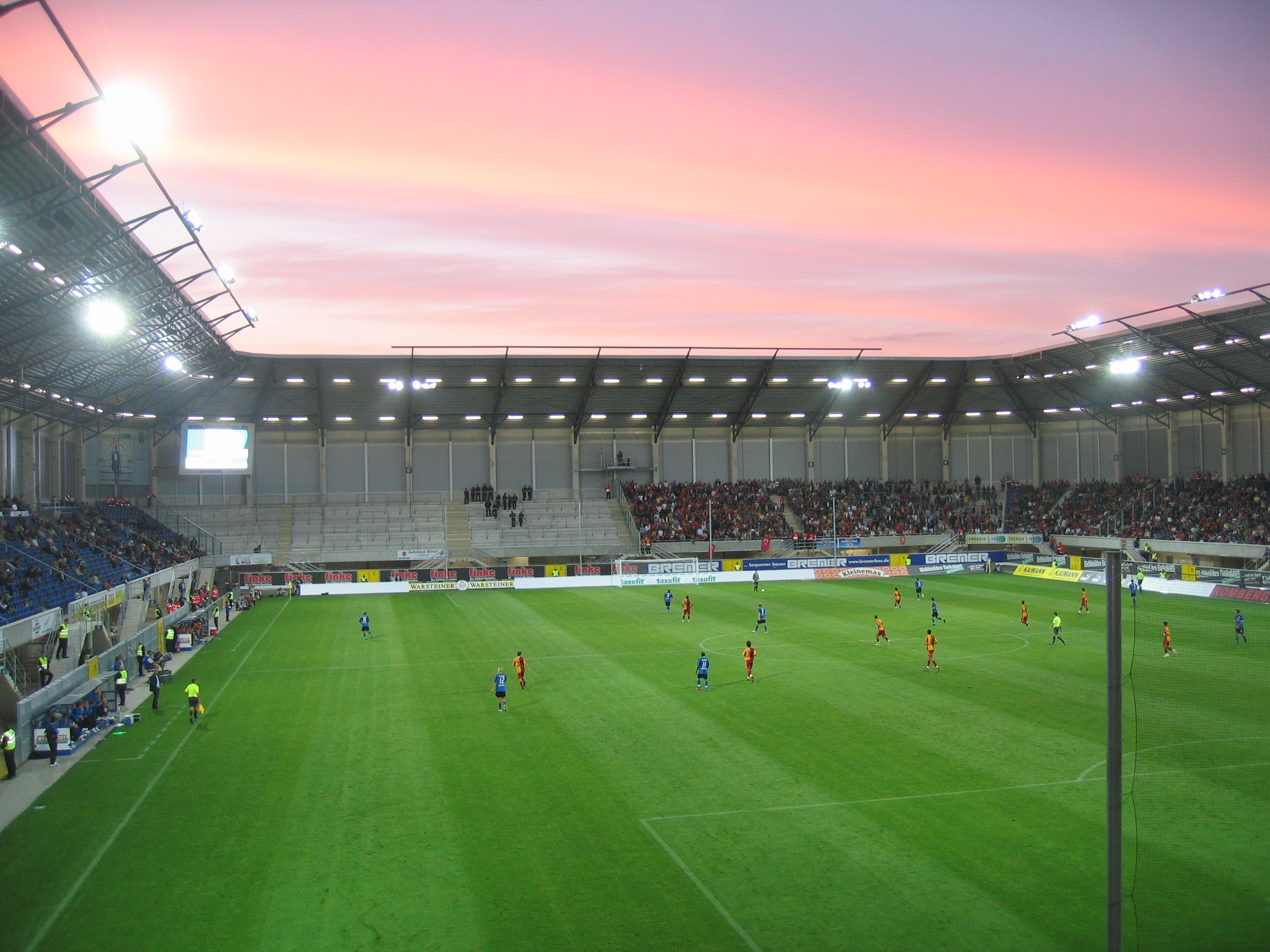
SC Paderborn gegen Galatasaray (16. Juli 2008).

| Datum          | Gegner              | Ort                               | Ergebnis  | Tor(e) für Galatasaray Istanbul     | Karte(n) für Galatasaray Istanbul |
| -------------- | ------------------- | --------------------------------- | --------- | ----------------------------------- | --------------------------------- |
| 13. Juli 2008  | VfB Homberg         | PCC-Stadion, Homberg              | 2:0 (1:0) | 1:0 Yıldız (30.), 2:0 Şentürk (64.) | keine                             |
| 16. Juli 2008  | SC Paderborn        | paragon Arena, Paderborn          | 1:1 (1:0) | 1:0 Özbek (20.)                     | keine                             |
| 19. Juli 2008  | Lokomotive Sofia    | Stimbergstadion, Oer-Erkenschwick | 1:1 (0:1) | 1:1 Özbek (89.)                     | keine                             |
| 23. Juli 2008  | KAA Gent            | Lohrheidestadion, Wattenscheid    | 0:0       | 1:0 Akman (23.)                     | keine                             |
| 1. August 2008 | TSG 1899 Hoffenheim | Carl-Benz-Stadion, Mannheim       | 1:2 (1:0) | 1:0 Aşık (10.)                      | keine                             |
| 3. August 2008 | TSV 1860 München    | Allianz Arena, München            | 0:0 (3:1) | keine                               | keine                             |
| 7. August 2008 | Bursaspor           | Atatürk Stadı, Bursa              | 0:0       | keine                               | keine                             |

### TRT Radyospor Kupası
| Datum           | Gegner              | Ort                 | Ergebnis  | Tor(e) für Galatasaray Istanbul                                       | Karte(n) für Galatasaray Istanbul |
| --------------- | ------------------- | ------------------- | --------- | --------------------------------------------------------------------- | --------------------------------- |
| 11. Januar 2009 | Bayer 04 Leverkusen | WOW Center, Antalya | 1:3 (0:2) | 1:2 Karan (83. Elfmeter)                                              | keine                             |
| 13. Januar 2009 | Werder Bremen       | WOW Center, Antalya | 4:1 (2:1) | 1:0 Sarıoğlu (10.), 2:0 Turan (16.), 3:1 Akman (81.), 4:1 Elmas (86.) | keine                             |

## Statistiken

### Teamstatistik
| Wettbewerb            | Punkte | daheim | daheim | daheim | daheim | daheim | auswärts | auswärts | auswärts | auswärts | auswärts | Gesamt | Gesamt | Gesamt | Gesamt | Gesamt | Tordifferenz |
| Wettbewerb            | Punkte | Sp     | S      | U      | N      | TV     | Sp       | S        | U        | N        | TV       | Sp     | S      | U      | N      | TV     | Tordifferenz |
| --------------------- | ------ | ------ | ------ | ------ | ------ | ------ | -------- | -------- | -------- | -------- | -------- | ------ | ------ | ------ | ------ | ------ | ------------ |
| Süper Lig             | 61     | 17     | 11     | 4      | 2      | 35:18  | 17       | 7        | 3        | 7        | 22:21    | 34     | 18     | 7      | 9      | 57:39  | +18          |
| Türkiye Kupası        | –      | 3      | 2      | 1      | 0      | 6:3    | 3        | 1        | 2        | 0        | 4:3      | 6      | 3      | 3      | 0      | 10:6   | +4           |
| UEFA Champions League | –      | 1      | 0      | 1      | 0      | 2:2    | 1        | 0        | 0        | 1        | 0:1      | 2      | 0      | 1      | 1      | 2:3    | −1           |
| UEFA-Pokal            | –      | 5      | 3      | 0      | 2      | 9:8    | 5        | 3        | 2        | 0        | 8:4      | 10     | 6      | 2      | 2      | 17:12  | +5           |
| Gesamt                | 61     | 26     | 16     | 6      | 4      | 52:14  | 26       | 11       | 7        | 8        | 34:29    | 52     | 27     | 13     | 12     | 86:60  | +26          |

### Saisonverlauf
| Spieltag | 1 | 2 | 3 | 4 | 5 | 6 | 7 | 8 | 9 | 10 | 11 | 12 | 13 | 14 | 15 | 16 | 17 | 18 | 19 | 20 | 21 | 22 | 23 | 24 | 25 | 26 | 27 | 28 | 29 | 30 | 31 | 32 | 33 | 34 |
| -------- | - | - | - | - | - | - | - | - | - | -- | -- | -- | -- | -- | -- | -- | -- | -- | -- | -- | -- | -- | -- | -- | -- | -- | -- | -- | -- | -- | -- | -- | -- | -- |
| Spielort | H | A | H | A | H | A | H | A | H | A  | H  | A  | H  | A  | A  | H  | A  | A  | H  | A  | H  | A  | H  | A  | H  | A  | H  | A  | H  | A  | H  | H  | A  | H  |
| Resultat | S | U | U | S | S | N | S | N | S | N  | S  | U  | S  | S  | S  | S  | N  | S  | U  | N  | N  | S  | S  | U  | N  | S  | U  | S  | U  | N  | S  | S  | N  | S  |
| Platz    | 1 | 5 | 6 | 4 | 3 | 5 | 4 | 6 | 5 | 5  | 5  | 5  | 4  | 3  | 3  | 3  | 3  | 3  | 3  | 3  | 5  | 5  | 5  | 5  | 5  | 4  | 5  | 4  | 4  | 4  | 4  | 4  | 5  | 5  |

Quelle: https://www.weltfussball.de/spielplan/tur-sueper-lig-2008-2009
Legende: Spielort: H = Heim; A = Auswärts. Resultat: S = Sieg; U = Unentschieden; N = Niederlage

### Spielerstatistiken
| Spieler           | Süper Lig | Süper Lig | Süper Lig   | Süper Lig  | Türkiye Kupası / Süper Kupa | Türkiye Kupası / Süper Kupa | Türkiye Kupası / Süper Kupa | Türkiye Kupası / Süper Kupa | Champions League / UEFA-Pokal | Champions League / UEFA-Pokal | Champions League / UEFA-Pokal | Champions League / UEFA-Pokal | Total    | Total | Total       | Total      |
| Spieler           | Einsätze  | Tore      | Gelbe Karte | Rote Karte | Einsätze                    | Tore                        | Gelbe Karte                 | Rote Karte                  | Einsätze                      | Tore                          | Gelbe Karte                   | Rote Karte                    | Einsätze | Tore  | Gelbe Karte | Rote Karte |
| ----------------- | --------- | --------- | ----------- | ---------- | --------------------------- | --------------------------- | --------------------------- | --------------------------- | ----------------------------- | ----------------------------- | ----------------------------- | ----------------------------- | -------- | ----- | ----------- | ---------- |
| Murat Akça        | 1         | 0         | 0           | 0          | 0                           | 0                           | 0                           | 0                           | 0                             | 0                             | 0                             | 0                             | 1        | 0     | 0           | 0          |
| Ayhan Akman       | 31        | 1         | 7           | 2          | 5                           | 1                           | 1                           | 0                           | 8                             | 1                             | 4                             | 0                             | 44       | 3     | 12          | 2          |
| Emre Aşık         | 18        | 0         | 8           | 1          | 3                           | 0                           | 2                           | 0                           | 7                             | 1                             | 2                             | 1                             | 28       | 1     | 12          | 2          |
| Hakan Balta       | 28        | 1         | 1           | 0          | 7                           | 0                           | 1                           | 0                           | 8                             | 0                             | 0                             | 0                             | 43       | 1     | 2           | 0          |
| Milan Baroš       | 31        | 20        | 11          | 0          | 3                           | 1                           | 1                           | 0                           | 9                             | 5                             | 3                             | 0                             | 43       | 26    | 15          | 0          |
| Serkan Çalık      | 0         | 0         | 0           | 0          | 0                           | 0                           | 0                           | 0                           | 0                             | 0                             | 0                             | 0                             | 0        | 0     | 0           | 0          |
| Servet Çetin      | 20        | 2         | 3           | 0          | 4                           | 0                           | 1                           | 0                           | 7                             | 0                             | 1                             | 0                             | 31       | 2     | 5           | 0          |
| Morgan De Sanctis | 31        | 0         | 1           | 0          | 0                           | 0                           | 0                           | 0                           | 8                             | 0                             | 1                             | 0                             | 39       | 0     | 2           | 0          |
| Ferdi Elmas       | 0         | 0         | 0           | 0          | 3                           | 0                           | 0                           | 0                           | 0                             | 0                             | 0                             | 0                             | 3        | 0     | 0           | 0          |
| Aykut Erçetin     | 1         | 0         | 0           | 0          | 7                           | 0                           | 0                           | 0                           | 2                             | 0                             | 0                             | 0                             | 10       | 0     | 0           | 0          |
| Alparslan Erdem   | 2         | 0         | 0           | 0          | 2                           | 0                           | 0                           | 0                           | 0                             | 0                             | 0                             | 0                             | 4        | 0     | 0           | 0          |
| Emre Güngör       | 5         | 0         | 0           | 0          | 2                           | 0                           | 2                           | 1                           | 2                             | 0                             | 0                             | 0                             | 9        | 0     | 2           | 1          |
| Mehmet Güven      | 16        | 0         | 0           | 0          | 3                           | 0                           | 0                           | 0                           | 5                             | 0                             | 0                             | 0                             | 24       | 0     | 0           | 0          |
| Ümit Karan        | 18        | 0         | 2           | 1          | 5                           | 2                           | 0                           | 0                           | 5                             | 1                             | 0                             | 0                             | 28       | 3     | 2           | 1          |
| Semih Kaya        | 3         | 0         | 0           | 0          | 1                           | 0                           | 0                           | 0                           | 0                             | 0                             | 0                             | 0                             | 4        | 0     | 0           | 0          |
| Harry Kewell      | 26        | 8         | 2           | 0          | 2                           | 1                           | 0                           | 0                           | 9                             | 4                             | 1                             | 0                             | 37       | 13    | 3           | 0          |
| Serkan Kurtuluş   | 8         | 0         | 1           | 0          | 0                           | 0                           | 0                           | 0                           | 1                             | 0                             | 0                             | 0                             | 9        | 0     | 1           | 0          |
| Lincoln           | 23        | 8         | 5           | 2          | 4                           | 0                           | 1                           | 0                           | 11                            | 1                             | 2                             | 0                             | 38       | 9     | 8           | 2          |
| Tobias Linderoth  | 2         | 0         | 0           | 0          | 0                           | 0                           | 0                           | 0                           | 1                             | 0                             | 0                             | 0                             | 3        | 0     | 0           | 0          |
| Fernando Meira    | 21        | 0         | 6           | 0          | 7                           | 0                           | 0                           | 0                           | 8                             | 0                             | 1                             | 0                             | 36       | 0     | 7           | 0          |
| Shabani Nonda     | 24        | 5         | 3           | 0          | 2                           | 1                           | 1                           | 0                           | 8                             | 2                             | 1                             | 0                             | 34       | 8     | 5           | 0          |
| Barış Özbek       | 25        | 3         | 2           | 0          | 4                           | 0                           | 1                           | 0                           | 7                             | 0                             | 2                             | 0                             | 36       | 3     | 5           | 0          |
| Sabri Sarıoğlu    | 25        | 0         | 6           | 0          | 6                           | 0                           | 1                           | 0                           | 9                             | 1                             | 0                             | 0                             | 40       | 1     | 7           | 0          |
| Hasan Şaş         | 8         | 0         | 0           | 0          | 1                           | 0                           | 0                           | 0                           | 4                             | 0                             | 0                             | 0                             | 13       | 0     | 0           | 0          |
| Erhan Şentürk     | 0         | 0         | 0           | 0          | 0                           | 0                           | 0                           | 0                           | 1                             | 0                             | 0                             | 0                             | 1        | 0     | 0           | 0          |
| Mehmet Topal      | 21        | 1         | 2           | 0          | 6                           | 0                           | 0                           | 0                           | 5                             | 0                             | 1                             | 0                             | 32       | 1     | 3           | 0          |
| Arda Turan        | 29        | 7         | 4           | 1          | 6                           | 2                           | 1                           | 0                           | 10                            | 2                             | 1                             | 0                             | 45       | 11    | 6           | 1          |
| Uğur Uçar         | 1         | 0         | 0           | 0          | 0                           | 0                           | 0                           | 0                           | 0                             | 0                             | 0                             | 0                             | 1        | 0     | 0           | 0          |
| Orkun Uşak        | 2         | 0         | 0           | 0          | 0                           | 0                           | 0                           | 0                           | 0                             | 0                             | 0                             | 0                             | 2        | 0     | 0           | 0          |
| Volkan Yaman      | 20        | 0         | 0           | 0          | 5                           | 0                           | 0                           | 0                           | 6                             | 0                             | 1                             | 0                             | 31       | 0     | 1           | 0          |
| Yaser Yıldız      | 12        | 0         | 1           | 1          | 4                           | 2                           | 0                           | 0                           | 2                             | 1                             | 0                             | 0                             | 18       | 3     | 1           | 1          |
| Aydın Yılmaz      | 15        | 1         | 2           | 0          | 3                           | 2                           | 0                           | 0                           | 2                             | 0                             | 0                             | 0                             | 20       | 3     | 2           | 0          |